# Сохо (Манхэттен)
Сохо (англ. SoHo) — район в Даунтауне боро Манхэттен, Нью-Йорк, ограниченный Канал-стрит на юге, Хаустон-стрит на севере, Шестой авеню на западе и Кросби-стрит — на востоке:1202.
Район известен своими зданиями XIX века с чугунными элементами, наличием множества галерей, магазинов, кафе, ресторанов и отелей, популярен среди туристов.
Сохо — это бывший производственный район, в котором в XIX веке находились текстильные фабрики. 
До середины 80-х годов XX века здесь располагались художественные галереи, тогда Сохо превратился в место паломничества художественной богемы Нью-Йорка, а производственные склады были переделаны в жилые апартаменты.

## Этимология
Сохо — сокращение от South of Houston Street — «к югу от Хаустон-стрит». Это название возникло в 1968 году, когда художники, желающие получить разрешение на легальное проживание в производственном районе, в своём заявлении в Департамент городского планирования указали границы проживания в районе и название So. Houston. Этому примеру сокращения названия последовали и другие районы Нью-Йорка, такие как Нохо (сокращения от North of Houston Street — «к северу от Хаустон-стрит»), Трайбека (англ. TriBeCa) (Triangle Below Canal Street — «Треугольник южнее Канал-стрит»), Nolita (North of Little Italy — «к северу от Маленькой Италии»), DUMBO (Down Under the Manhattan Bridge Overpass — «Путепровод, проходящий под мостом Манхэттена»).